# Fyrisfjädern

Uppsala KFUM Fyrisfjädern är en badmintonklubb vars badmintonhall i Uppsala ligger bredvid Fyrishov. Badmintonhallen öppnades 1974 och byggdes av badmintonföreningen Uppsala KFUM Badmintonklubb som bildades 1962. Förening är i dag Sveriges största badmintonklubb och sett till antalet LagSM-Guld tillhör Fyrisfjädern en av Sveriges mest framgångsrika idrottsföreningar genom tiderna. Föreningen använder ofta hallens namn, dvs Fyrisfjädern. Fyrisfjädern har blivit svenska mästare i badminton för lag vid 13 tillfällen under 2000-talet. Klubben nådde i april 2015 sin femtonde raka SM-final. I april 2017 spelade klubben sin sjuttonde raka SM-final, där man vann sitt femtonde SM-guld efter en vändning från 1–3 i set till vinst i golden set.
Anläggningens namn tillkom efter en tävling på 1970-talet, där det vinnande förslaget Fyrisfjädern syftar på den intilliggande Fyrisån och den fjäderboll som används i badminton.

## Kända spelare
- Larisa Griga